# Підзорник

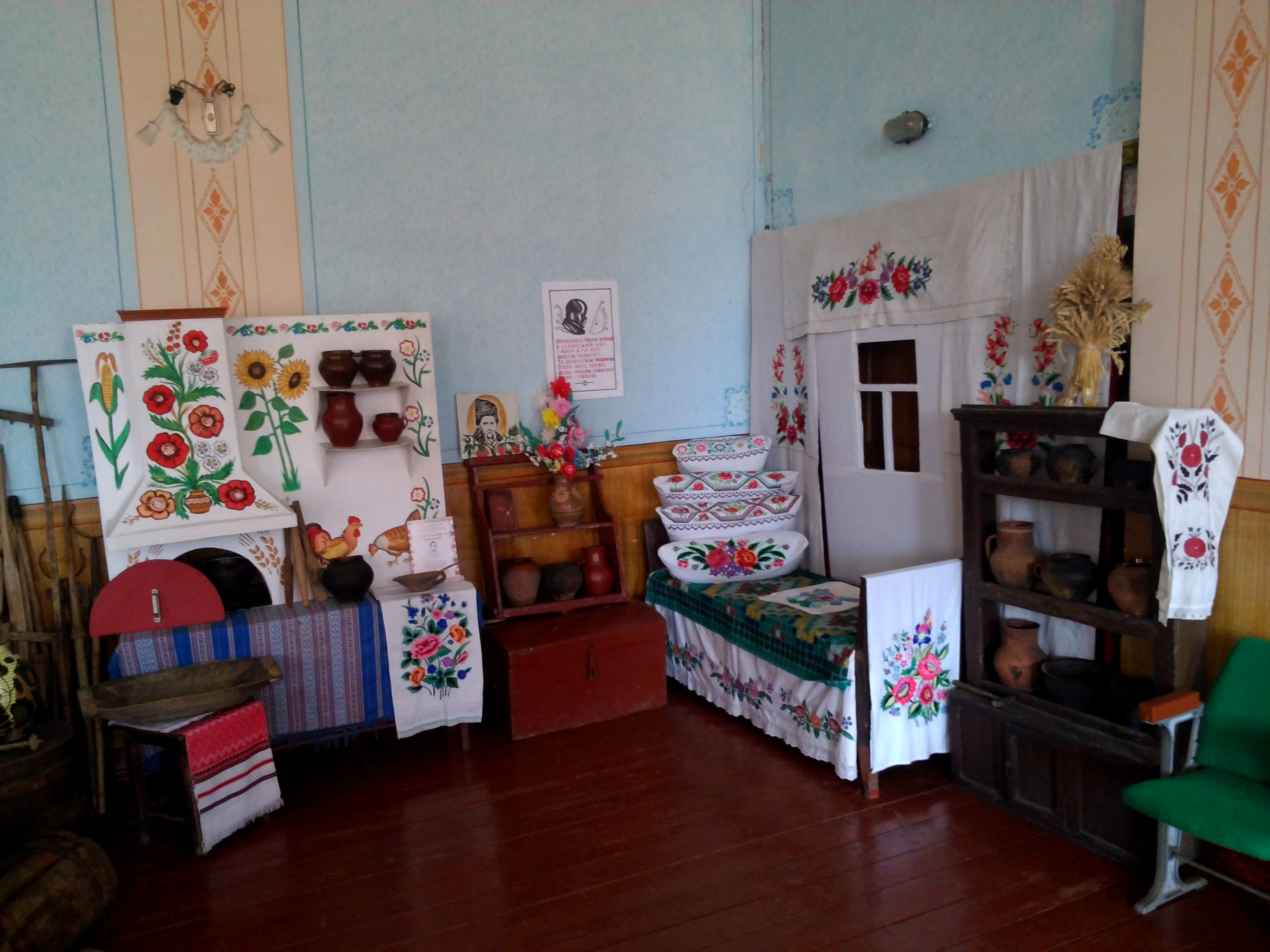
Підзорник на ліжку

Підзорник, також підузорник, підзор, пудзорнік, іноді фізично є частиною простирадла і, відповідно, записувалася в інвентарях як «окрайка простирадла» — предмет постільної білизни, який використовувався для завішування підліжкового простору. Мав практичні, обережні та декоративні функції.
Розрізняли повсякденні та святкові підзорники. Святкові робили з тонкого лляного полотна і прикрашалися найкращим мереживом («купованим»), а повсякденне прикрашалося скромніше та виглядало простіше.

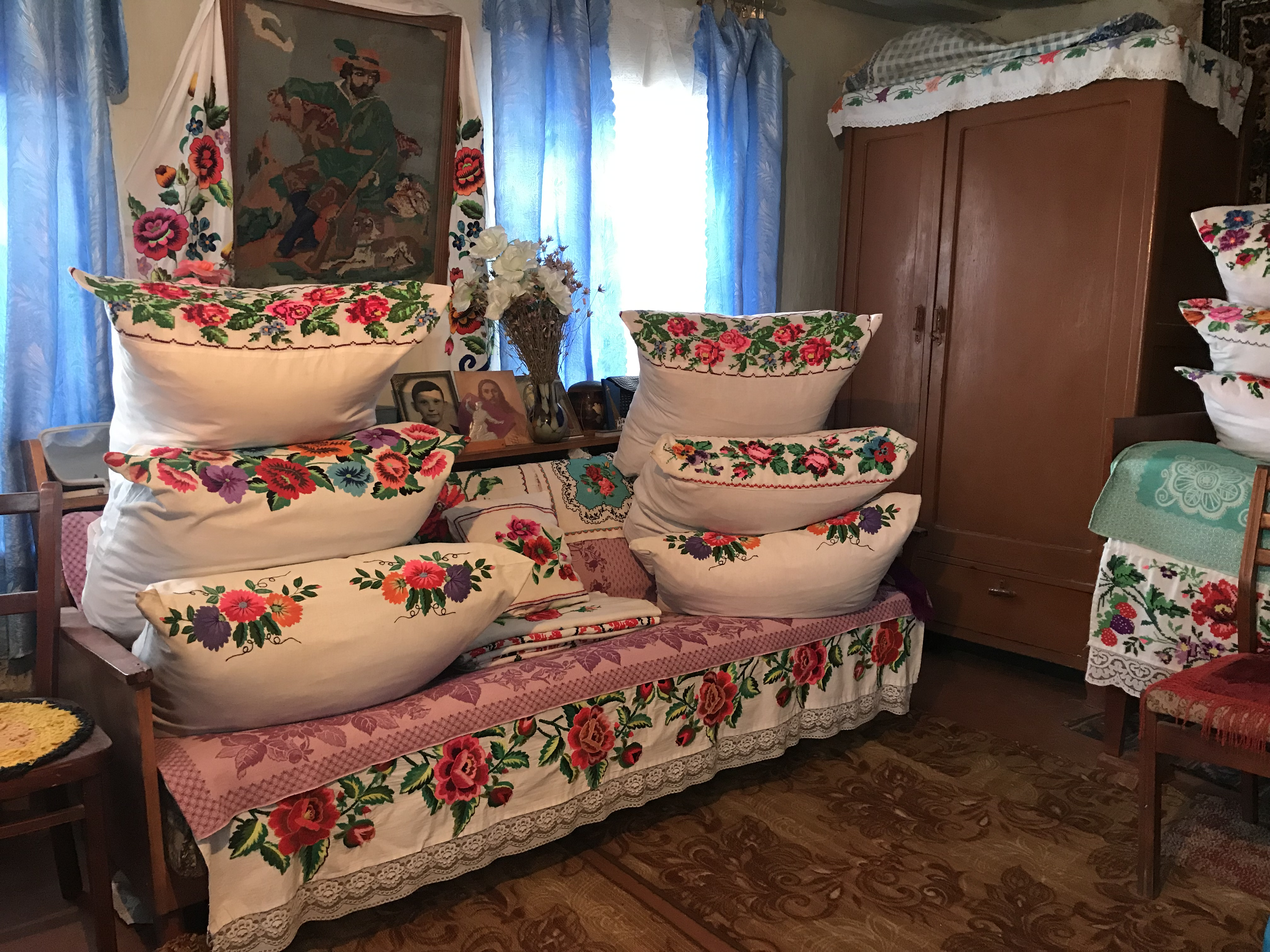
Підзорник на дивані

Майстерно створені підзорники мають велику декоративність, оскільки більшість їх поверхні знаходиться на загальному огляді. Їх прикрашали різними видами вишивки (хрестиком, гладдю, рішельє), нижній край обрамлявся покупним мереживом або мереживом, самостійно пов'язаним гачком («зробленим шеделком»).
Ліжко складалося в такий спосіб: підзорник, перина, простиня, одіяло, а зверху — покривало, покладене таким чином, щоб було видно узор на підзорнику.